# Ventspils Slot
Ventspils Slot (lettisk: Ventspils Livonijas ordeņa pils) er et slot i Ventspils i Letland. Det er et af de ældste og mest velbevarede liviske ordensslotte, idet den har bevaret sit oprindelige layout siden det 13. århundrede. Gennem sin 700-årige historie, har det været brugt som fæstningsværk, residens, garnison, skole, militærbase og fængsel. I 1995 blev slottets restaureret til sit 19. århundredes udseende, og blev omdannet til et museum.

## Historie
Ventspils Slot blev bygget i anden halvdel af det 13. århundrede, og kontrolleredes af Den Liviske Orden indtil midten af det 16. århundrede. Som en del af Hertugdømmet Kurland og Semgallen blev slottet hjemsted for byens herre, men i løbet af de polsk-svenske krige blev det ødelagt.
Efter genopbygningen i 1650, blev kapellet en lutheransk kirke (1706–1835) og senere en russisk-ortodokse kirke (1845–1901), mens resten af slottet stort set stod ubrugt hen. I 1832 blev tredjesalen omdannet til et fængsel, der lukkede i 1959. Efter 2. verdenskrig blev slottet brugt til forskellige administrative formål, og benyttet af Den Røde Hærs grænsepatruljer indtil 1980'erne.
I 1997 blev slottet restaureret, og i 2001 åbnede den permanente udstilling fra Ventspils Museum i tårnet. I dag er slottet også vært for koncerter og kunstudstillinger.

## Arkitektur
Den oprindelige liviske ordensborg blev bygget som en fæstning, med et tårn, defensive vægge, og en stor indre gård med garnisoner og magasiner. I første omgang havde tårnet to etager med en lagerrum for våben på loftet, men tredje-, fjerde- og femtesalen blev tilføjet med tiden. Slottet blev ødelagt i de polsk-svenske krige, og kun det fritstående tårn overlevede.
Slottet blev genopbygget i 1650'erne, som den ser ud i dag, en klosterlignende bygning, med fire tilstødende fløje omkring en rektangulær indre gård. I 1798 fik tårnets taget et spir i barokstil, og senere blev en udsigtspost tilføjet. Interiøret ændredes noget i det 19. århundrede, hvor mange større indvendige rum blev gjort til mindre afdelinger for fængselsbrug. I 1997 blev slottet restaureret. I dag er førstesalen og tårnet forblevet meget som de var, mens tredjesalen er blevet ændret mest. Besøgende kan bestige tårnet til femtesalen for en panoramisk udsigt over byen.